# Тихонов Олександр Вікторович
Олександр Вікторович Тихонов (рос. Александр Викторович Тихонов, нар. 19 квітня 1965) — радянський та узбецький футболіст, що грав на позиції захисника і півзахисника. По завершенні ігрової кар'єри — футбольний тренер. Відомий насамперед виступами за футбольний клуб «Нефтчі» (Фергана), у складі якого став триразовим переможцем першості країни, а також за виступами у національній збірній Узбекистану, у складі якої став переможцем Азійських ігор 1994 року.

## Клубна кар'єра
Олександр Тихонов розпочав виступи на футбольних полях у 1986 році в клубі другої ліги СРСР «Сохібкор», з якою став переможцем групового турніру, втім до першої ліги клуб не зумів вийти. У 1988 році разом із Сергієм Бауером став гравцем команди першої ліги «Таврія» з Сімферополя, із Середньої Азії до команди разрм із ними прийшов також Руслан Аджиєв., проте зіграв у її складі лише 6 матчів, та повернувся до «Сохібкора». У 1989 році став гравцем іншого клубу другої ліги «Нафтовик» з Фергани, з якою став переможцем групового турніру другої ліги. У 1990 році нетривалий час грав у першій лізі за ташкентський «Пахтакор», після чого повернувся до ферганської команди, з якою став переможцем буферної зони другої ліги, і в 1991 році грав у складі команди вже в першій лізі. Після розпаду СРСР Олександр Тихонов грав у складі ферганського «Нефтчі» вже у вищому узбецькому дивізіоні. У складі ферганської команди тричі ставав чемпіоном країни, та ще раз володарем Кубка Узбекистану. У 1995 році грав у складі ташкентського «Пахтакора», після чого завершив виступи на футбольних полях.

## Виступи за збірну
Олександр Тихонов грав у складі збірної Узбецької РСР на Спартакіаді народів СРСР, у її складі став срібним призером у 1986 році. У національній збірній Узбекистану Тихонов дебютував 17 червня 1992 року в матчі зі збірною Таджикистану. У 1994 році Тихонова включили до складу збірної для участі у Азійських іграх 1994 року в Японії. Хоча АФК цього року вирішила, що у складі збірних мають бути гравці лише віком до 23 років, проте практично всі команди приїхали на цей турнір у найсильніших складах. Олександр Тихонов на турнірі був одним із основних захисників команди, яка стала переможцем турніру. Останній матч на турнірі зі збірною Китаю став для гравця останнім у складі збірної.

## Тренерська кар'єра
Після невеликої перерви по закінченні кар'єри гравця Олександр Тихонов розпочав тренерську кар'єру. У 1999 році він входив до тренерського штабу узбецької команди «Сурхан» з Термеза. Пізніше Тихонов виїхав до Росії, де розпочав працювати тренером у ДЮСШ в місті Фрязіно.

## Нагороди
У 1994 році після перемоги у складі команди на Азійських іграх Олександр Тихонов разом із іншими переможцями ігор та їх тренерами був нагороджений державною нагородою Республіки Узбекистан — медаллю «Шухрат».

## Титули і досягнення
«Нефтчі» (Фергана)
- Чемпіон Узбекистану: 1992, 1993, 1994
- Володар Кубку Узбекистану: 1994

Збірна Узбекистану
- Азійські ігри:

- : 1994